# Voice of America
Pour les articles homonymes, voir Voa.
 (mars 2018).
Voice of America (VOA), ou en français La Voix de l'Amérique, est le service de diffusion internationale par radio et télévision du gouvernement américain. Contrairement à la Deutsche Welle, Radio France internationale ou BBC World Service, VOA est directement contrôlé par l’État. Son organisme de tutelle est l’U.S. Agency for Global Media. Il y a aussi plusieurs stations de radio affiliées ou engagées avec VOA qui diffusent ses programmes. Ceux-ci sont également disponibles sur Internet.
VOA fut d'abord installé à Union Township (aujourd’hui : West Chester Township), dans l’État de l’Ohio. Parmi d’autres sites de VOA se trouvent ceux de Dixon (Californie), Hawaï, Okinawa, au Liberia, au Costa Rica et au Belize.
L'auditoire de Voice of America dépasserait 354 millions d'auditeurs et de téléspectateurs par semaine en 2024, contre 163 millions pour BBC World Service et 44 millions pour RFI.

## Objectifs
Les buts de VOA sont définis dans une charte établie en 1960 et devenue loi le 12 juillet 1976 (Public Law 94-350). Ils sont au nombre de trois :
- être une source fiable d’information, avec précision et objectivité ;
- présenter la société américaine, ses modes de pensée et ses institutions ;
- présenter avec clarté la politique américaine.

## Histoire

### Seconde Guerre mondiale
En matière de diffusion radiophonique internationale les États-Unis ont fait preuve de retard : dans les années 1930, ils sont le seul grand pays à ne pas disposer de radio publique émettant vers l’étranger. Seule une douzaine d’émetteurs ondes courtes de faible puissance et appartenant au secteur privé existent alors dans ce pays. En 1941, plusieurs d’entre eux sont loués par la Coordination for Inter-American Affairs (CIAA) pour diffuser des programmes vers l’Amérique Latine. Le Columbia Broadcasting System a collaboré avec la CIAA et le département d’État des États-Unis pour diffuser des programmes musicaux à l'appui de ses initiatives de diplomatie culturelle dans toute l'Amérique latine (1942-1949),,. Au milieu de 1941, le président américain Roosevelt crée le Foreign Information Service (FIS) chargé d’émettre vers l’étranger. L’entrée en guerre des États-Unis contre le Japon et l’Allemagne à la fin de cette même année facilite les choses. Dès décembre 1941, le F.I.S. lance ses premières émissions à destination de l’Asie. Le 24 février 1942, le FIS commence sa diffusion vers l’Europe grâce aux émetteurs à ondes courtes de la BBC. En juin 1942, Voice of America est placée sous l’autorité de l’Office de l'information de guerre (OIG).
Avec la fin de la guerre, Voice of America ferme plusieurs de ses services en langues étrangères. À la fin de 1945, un comité désigné par le gouvernement des États-Unis et présidé par Arthur McMahon de l’université Columbia lui demande de prêter plus d’attention à VOA. Ainsi la station, de même que la CIAA passe sous le contrôle du département d’État le 31 décembre 1945.

### Début de la Guerre froide: 1947 – 1953

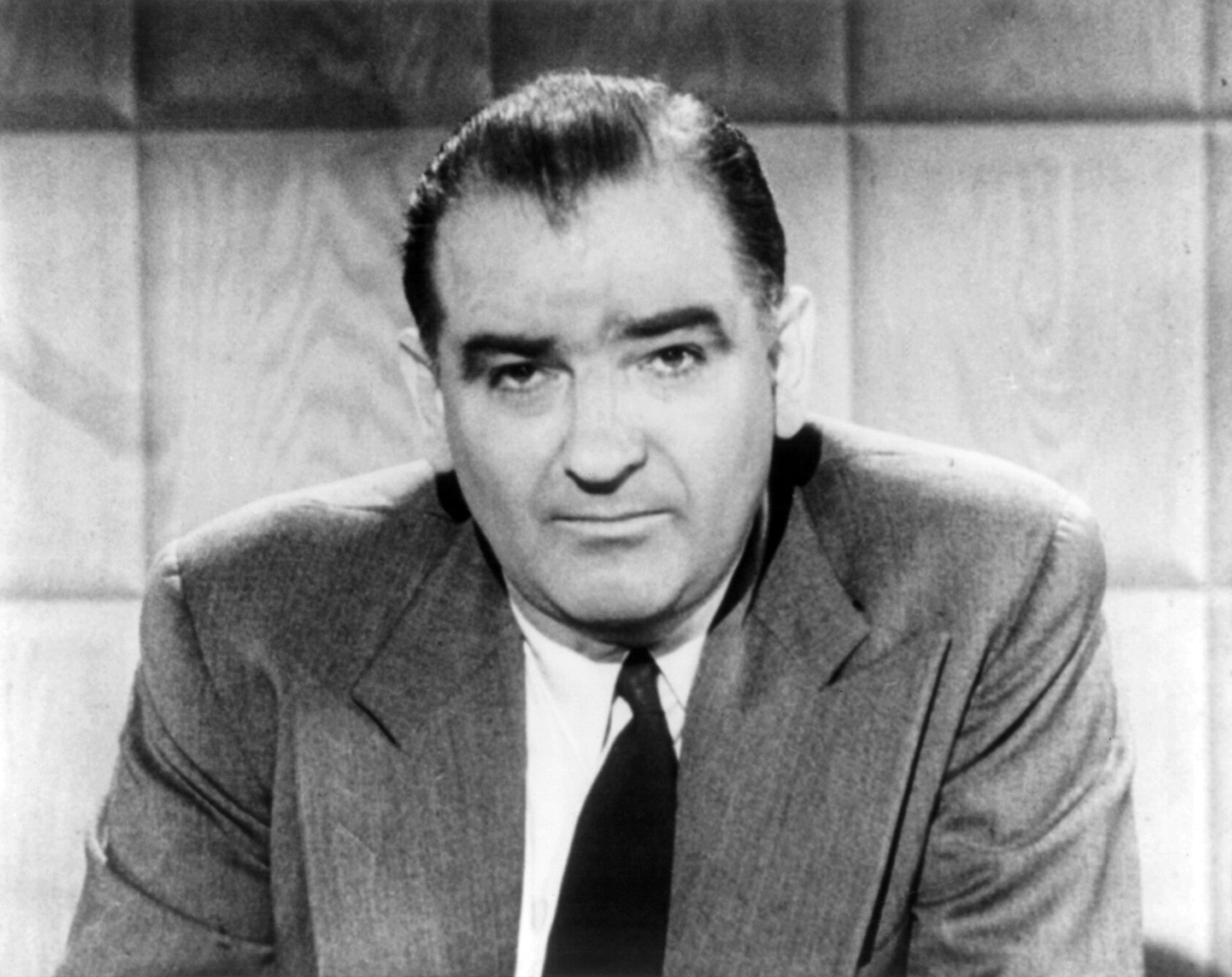
Joseph McCarthy.

L’apparition de la Guerre froide en 1947 donne une nouvelle justification à l’existence de Voice of America : faire entendre la voix de l’Amérique face à celle de l’Union soviétique. En 1948 est voté le Smith-Mundt Act (en), qui fait dépendre les services de diffusion à l’étranger de l’Office of International Information of Department of State.
La Voix de l’Amérique connaît une grave crise en 1953. C’est à partir du 16 février 1953 que le sénateur Joseph McCarthy s’intéresse à VOA, dont il accuse certains employés de « négligence favorisant le communisme ». Plusieurs salariés doivent démissionner ou sont licenciés, le budget de la station est diminué, passant de 21 à 16 millions de dollars, le projet de construction d’émetteurs est arrêté, et plusieurs services en langues étrangères sont supprimés.

### Suite de la Guerre froide: 1953 – 1990
La même année une commission désignée par le président Eisenhower conclut que les services d’information destinés à l’étranger ne doivent plus être contrôlés par le Département d’État. Aussi l’United States Information Agency (USIA) est créée le 1er août 1953, dont dépend Voice of America. De plus, la station déménage de New-York à Washington.
En 1960, le directeur de l’USIA. adopte la charte de Voice of America qui établit les principes guidant la station de radio. En 1969, elle connaît sa meilleure audience : 800 millions de personnes suivent sa retransmission des premiers pas de l’être humain sur la Lune. Le 12 juillet 1976, la charte de VOA devient loi fédérale (Public Law 94-350). En 1977, la station devient le premier diffuseur international à utiliser en permanence le satellite pour transmettre des émissions.
En Amérique latine, le gouvernement des États-Unis employa Voice of America dans les campagnes médiatiques qui ont précédé le renversement de Jacobo Arbenz au Guatemala (1954), la tentative d’invasion de la Baie des Cochons (1961), le coup d’État contre Juan Bosch en République dominicaine (1963) et l'invasion de ce pays (1965).
Au cours des années 1980, VOA lance ses programmes de télévision. En 1983, elle lance un programme de reconstruction et de modernisation de ses équipements techniques, devenus obsolètes.
Les voies étrangères BBC, VOA et radio liberty ont pu être entendues par 20% de la population de l'URSS.

### Années 1990

Ancien logo.

En 1997, le gouvernement albanais coupe la diffusion des programmes de Voice of America par des stations locales. La même année les diffuseurs américains vers l’international accèdent au satellite AsiaSat 2. Un changement important a lieu avec le Foreign Affairs Reform and Restructuring Act de 1998 qui, le 21 octobre 1998, place les diffuseurs publics non-militaires de programmes destinés à l’étranger sous la tutelle du Broadcasting Board of Directors, composé de neuf membres.

### Voice of America après le 11 septembre 2001
Dès les mois suivant les attentats du 11 septembre 2001, Voice of America subit d’importantes pressions de la part du gouvernement américain pour ne pas diffuser d’interviews de personnes liées au terrorisme.
La volonté du gouvernement américain de renforcer ses médias à l’étranger se traduit par une augmentation de 30,96 % des crédits alloués à la Voix de l’Amérique entre 2001 et 2002, ainsi que par le maintien en 2002 d’un effectif important. Depuis lors, le nombre d’employés a diminué mais le budget de la station de radio et de télévision ne cesse d’augmenter (166 millions de dollars en 2006).
Les troubles agitant la Somalie en 2006 et 2007 incitent la Voix de l'Amérique a relancer ses programmes en somali.
Le nouveau budget pour 2008, pas encore approuvé par le Congrès, entrainera l'abandon des 14 heures quotidiennes de VOA NewsNow English et l'abandon de la diffusion radiophonique en cantonais, ouzbek, croate, grec, hindi et russe. Les programmes destinés à la Corée du Nord, à Cuba et au Venezuela devraient connaître une augmentation de leur volume. Le 12 août 2014, pour des raisons budgétaires, Voice of America cesse d'émettre en grec (couvrant la Grèce et Chypre).
Le 25 septembre 2018, l'administration togolaise et l'ambassade des États-Unis signent une convention pour permettre à « La Voix de l'Amérique » de diffuser au Togo en FM. Le 14 décembre 2018, une cérémonie à Lomé lance officiellement les activités de Voice of America au Togo.
Le 6 mars 2020, Voice of America, qui diffuse sur le continent africain depuis 1942, organise une cérémonie commémorative au siège de la radio à Washington.
Au-delà de sa diffusion classique, Voice of America est également accessible en direct sur sa chaîne YouTube.

### Ère Trump
Le 15 mars 2025, l'ensemble des personnels, y compris les dirigeants, sont placés en congé administratif, interrompant effectivement la production d’informations, en application d’un décret signé la veille par le président Donald Trump demandant la réduction des effectifs de sept agences fédérales, dont l'U.S. Agency for Global Media. La décision est annulée par la justice le mois suivant,. Les mois suivants, une large partie des salariés de Voice of America se voient notifier leur licenciement.

## Langues

### Actuellement
La Voix de l’Amérique a émis en 48 langues pour ses émissions radiophoniques, et en 24 langues pour la télévision (marqués avec un astérisque) :
- Oromo
- Albanais*
- Amharique
- Arménien*
- Azéri*
- Bambara
- Bengali*
- Bosnien*
- Birman
- Cantonais
- Créole haïtien
- Croate*
- Dari*
- Anglais
(et Special English)*
- Français*
- Géorgien
- Haoussa
- Hindi*
- Indonésien*
- Khmer
- Kinyarwanda
- Kirundi
- Coréen
- Kurde
- Laotien
- Macédonien*
- Mandarin*
- Ndébélé du Transvaal
- Thaï
- Pachto*
- Persan*
- Portugais
- Russe*
- Serbe*
- Shona
- Somali
- Espagnol*
- Swahili
- Tibétain*
- Tigrigna
- Turc*
- Ukrainien*
- Ourdou*
- Ouzbek*
- Vietnamien

### Histoire
Le nombre de langues diffusées a diminué en 2004. De 52 langues en 1998, VOA passe à 55 en 2003 puis descend à 44 l’année suivante.
| Langue                      | Dates                                                                   |
| --------------------------- | ----------------------------------------------------------------------- |
| Afan Oromo                  | Depuis 1996                                                             |
| Afrikaans                   | 1942 à 1949                                                             |
| Albanais                    | 1943 à 1945; Depuis 1951                                                |
| Allemand                    | 1942 à 1960; 1991 à 1993                                                |
| Amharic                     | Depuis 1982                                                             |
| Amoy                        | 1941 à 1945; 1951 à 1963                                                |
| Anglais                     | Depuis 1942                                                             |
| Arabe                       | 1942 à 1945; 1950 à 2002 ; puis Radio Sawa                              |
| Arménien                    | Depuis 1951                                                             |
| Azéri                       | 1951 à 1953; depuis 1982                                                |
| Bambara                     | Depuis 2013                                                             |
| Bengali                     | depuis 1958                                                             |
| Bosniaque                   | Depuis 1996                                                             |
| Bulgare                     | 1942 à 2004                                                             |
| Birman                      | 1943 à 1945; depuis 1951                                                |
| Biélorusse                  | 1956 à 1957                                                             |
| Cantonais                   | 1941 à 1945; 1949 à 1963; depuis 1987                                   |
| Coréen                      | Depuis 1942                                                             |
| Créole haïtien              | Depuis 1987                                                             |
| Croate                      | 1992 à 2011                                                             |
| Danois                      | 1942 à 1945                                                             |
| Dari                        | Depuis 1980                                                             |
| Espagnol (Amérique latine)  | 1941 à 1945; 1946 à 1948; 1953 à 1956 (via radios privées); depuis 1960 |
| Espagnol (Radio Martí)      | Depuis 1985                                                             |
| Espagnol (TV Martí)         | Depuis 1990                                                             |
| Espagnol (Espagne)          | 1942 à 1955 ; 1955 à 1993 (via radios locales)                          |
| Estonien                    | 1951 à 2004                                                             |
| Finnois                     | 1942 à 1945; 1951 à 1953                                                |
| Flamand                     | 1942 à 1945                                                             |
| Français (Afrique)          | Depuis 1960                                                             |
| Français (France)           | 1942 à 1961                                                             |
| Géorgien                    | Depuis 1951                                                             |
| Grec                        | De 1942 à août 2014                                                     |
| Gujarati                    | 1956 à 1958                                                             |
| Hakka                       | 1951 à 1954                                                             |
| Haoussa                     | Depuis 1979                                                             |
| Hébreu                      | 1951 à 1953                                                             |
| Hindi                       | 1951 à 1953 ; depuis 1954                                               |
| Hongrois                    | 1942 à 2004                                                             |
| Indonésien                  | Depuis 1942                                                             |
| Islandais                   | 1944                                                                    |
| Italien                     | 1942 à 1945; 1951 à 1957                                                |
| Japonais                    | 1942 à 1945; 1951 à 1962                                                |
| Khmer                       | 1955 à 1957; depuis 1962                                                |
| Kirundi                     | Depuis 1996                                                             |
| Kinyarwanda                 | Depuis 1996                                                             |
| Kurde                       | Depuis 1992                                                             |
| Laotien                     | Depuis 1962                                                             |
| Letton                      | 1951 à 2004                                                             |
| Lituanien                   | 1951 à 2004                                                             |
| Malaisien                   | 1951 à 1955                                                             |
| Malayalam                   | 1956 à 1961                                                             |
| Macédonien                  | Depuis 1999                                                             |
| Mandarin                    | Depuis 1941                                                             |
| Ndébélé du Transvaal        | Depuis 2003                                                             |
| Néerlandais                 | 1944 à 1945                                                             |
| Népalais                    | 1992 à 1993                                                             |
| Norvégien                   | 1942 à 1945                                                             |
| Ourdou                      | 1951 à 1953 ; depuis 1954                                               |
| Ouzbek                      | 1958 ; depuis 1972                                                      |
| Pachto                      | Depuis 1982                                                             |
| Persan                      | 1942 à 1945; 1949 à 1960; 1964 à 1966; depuis 1979                      |
| Portugais (Afrique)         | Depuis 1976                                                             |
| Portugais (Amérique latine) | 1941 à 1945; 1946 à 1948 (via radios privées); 1961 à 2001              |
| Portugais (Portugal)        | 1942 à 1945; 1951 à 1953; 1976 à 1987; 1987 à 1993 (via radios privées) |
| Roumain                     | 1942 à 2004                                                             |
| Russe                       | Depuis 1947                                                             |
| Serbe                       | Depuis 1943                                                             |
| Shanghai (Wu)               | 1944 à 1946                                                             |
| Shona                       | Depuis 2003                                                             |
| Slovaque                    | 1942 à 2004                                                             |
| Slovène                     | 1944 à 1945 ; 1949 à 2004                                               |
| Somali                      | 1993 à 1995 ; depuis 2007                                               |
| Swahili                     | Depuis 1962                                                             |
| Swatow                      | 1952 à 1953                                                             |
| Suédois                     | 1943 à 1945                                                             |
| Tagalog                     | 1941 à 1946                                                             |
| Tamoul                      | 1954 à 1970                                                             |
| Tatar                       | 1951 à 1953                                                             |
| Tchèque                     | 1942 à 2004                                                             |
| Telegu                      | 1956 à 1958                                                             |
| Thaï                        | 1942 à 1958; 1962 à 1988; depuis 1988                                   |
| Tibétain                    | Années 1950(dans les émissions en mandarin); depuis 1991                |
| Tigrigna                    | Depuis 1996                                                             |
| Turc                        | 1942 à 1945 ; depuis 1948                                               |
| Ukrainien                   | Depuis 1949                                                             |
| Vietnamien                  | 1943 à 1946 ; depuis 1951                                               |

### Nombre d'heures de diffusion
En 2007, Voice of America diffusait 1473 heures de programmes, contre 881 en 1998.
|                                                                               | 1998 | 1999 | 2000         | 2001 | 2002    | 2003    | 2004    | 2005 | 2006 | 2007 |
| ----------------------------------------------------------------------------- | ---- | ---- | ------------ | ---- | ------- | ------- | ------- | ---- | ---- | ---- |
| Nombre d’heures par semaine                                                   | 881  | 912  | 1012 ou 1059 | 1043 | Inconnu | Inconnu | 1137,55 | 1176 | 1370 | 1473 |
| Sources : rapports annuels du Broadcasting Board of Governors de 1997 à 2007. |      |      |              |      |         |         |         |      |      |      |

### Audience
En 2009, elle s'élèverait à quelque 125 millions d'auditeurs et de téléspectateurs (en 1999 elle était de 91 millions de personnes). En 2024, VOA revendique 354 millions d'auditeurs et téléspectateurs hebdomadaires.

## Organisation

### Lois régissant VOA et l’IBB
Le Smith-Mundt Act de 1948 interdit à Voice of America d’émettre directement pour les citoyens américains. Le but originel de cette loi est d’éviter que le gouvernement américain ait un impact direct sur sa population, au contraire de nombreux pays d’Europe.
Dans certains cas l’approbation du Congrès a été sollicitée pour diffuser des programmes aux États-Unis, comme pour l’émission télévisée Let Poland be Poland. VOA est audible en ondes courtes et sur internet, ce dernier moyen permettant aux Américains d’écouter cette station.

### Tutelle
L’organisme de tutelle de VOA est l’International Broadcasting Bureau (IBB), lui-même dépendant du Broadcasting Board of Governors(BBG). Le directeur de l’IBB est nommé par le président des États-Unis. Bien que l’IBB ait fait figure de mur protégeant VOA et les autres diffuseurs à vocation mondiale de toute interférence politique, des critiques se sont élevées ces dernières années pour remettre en question le degré d’indépendance des programmes d’information de VOA par rapport à la politique gouvernementale. Ainsi en 2001, Voice of America a subi les pressions directes du gouvernement américain : en septembre 2001 le département d’État américain demande à la Voix de l’Amérique de ne pas retransmettre l'interview qu’un de ses journalistes avait fait du mollah Omar, mais elle est tout de même diffusée le 25 septembre 2001. Deux mois plus tard, le directeur de la radio demande à ses rédactions de respecter une loi américaine imposant de ne pas diffuser d’interviews de personnes ou de gouvernants liés au terrorisme.
Le Broadcasting Board of Governors (BBG) est un organisme composé de neuf personnes. Huit sont désignées par le président des États-Unis d’Amérique, leur nomination étant confirmée ou infirmée par le Sénat. Le Secrétaire d’État est membre d’office de cet organisme. Ces membres appartiennent aux deux partis les plus importants aux États-Unis, le parti démocrate et le parti républicain. C’est l’organisme qui dirige les diffuseurs d’État américains émettant pour l’étranger. En plus de VOA, il a sous sa responsabilité Radio Martí et TV Martí, destinés à Cuba. D'autres entreprises publiques dépendent du BBG, comme Radio Sawa destinée aux jeunes arabes, Radio Free Europe et Radio Free Asia.
En 2005, le budget de l’IBB et du BBG s’élevait à 248 millions de dollars, contre 233 millions en 2004.

### Organisation interne
Le directeur gère les différents départements et services composant la Voix de l’Amérique. Voici la liste des directeurs :
| Directeur           | Dates                          |
| ------------------- | ------------------------------ |
| John Houseman       | Février 1942 – Juillet 1943    |
| Louis G. Cowan      | Juillet 1943 – Août 1945       |
| John Ogilvie        | Septembre 1945 – Janvier 1946  |
| Charles Thayer      | Janvier 1948 – Octobre 1949    |
| Foy David Kohler    | Octobre 1949 – Septembre 1952  |
| Alfred Morton       | Octobre 1952 – Avril 1953      |
| Leonard Erikson     | Juillet 1953 – Avril 1954      |
| John R. Poppele     | Mai 1954 – Juillet 1956        |
| Robert E. Button    | Juillet 1956 - Juillet 1958    |
| Henry Loomis        | Juillet 1958 à Mars 1965       |
| John Chancellor     | Août 1965 – Juin 1967          |
| John Charles Daly   | Septembre 1967 – Juin 1968     |
| Kenneth R. Giddens  | Septembre 1969 – Avril 1977    |
| R. Peter Straus     | Juillet 1977 – Octobre 1979    |
| Mary Bitterman      | Mars 1980 – Janvier 1981       |
| James Conkling      | Août 1981 – Mars 1982          |
| John Hughes         | Mars – Août 1982               |
| Kenneth Tomlinson   | Décembre 1982 – Septembre 1984 |
| Gene Pell           | Juin – Octobre 1985            |
| Richard W. Carlson  | Novembre 1986 – Septembre 1991 |
| Charles Untermeyer  | Septembre 1991 – Janvier 1993  |
| Geoffrey Cowan      | Mars 1994 – Novembre 1996      |
| Evelyn S. Lieberman | Mars 1997 – Mai 1999           |
| Sanford J. Ungar    | Juin 1999 – Juillet 2001       |
| Robert R. Reilly    | Octobre 2001 – Août 2002       |
| David S. Jackson    | Septembre 2002 – Octobre 2006  |
| Danforth W. Austin  | octobre 2006 - octobre 2011    |
| David Ensor         | 2011–2015                      |
| Amanda Bennett      | octobre 2016 octobre 2020      |
| Robert R. Reilly    | octobre 2020 octobre 2021      |
| Michael Abramowitz  | 2024 - 2025                    |
| Kari Lake           | Nom proposé par Donald Trump   |

Voice of America comptait, en 2005, 1149 employés, un chiffre comparable à celui de 1998, qui s’élevait à 1143. Toutefois, il est possible de distinguer trois périodes dans l’évolution du nombre de salariés : de 1998 à 2000, l’effectif est stable, et diminue même de 1999 à 2000, passant de 1152 à 1118 personnes. En 2001 l’effectif s’accroît pour passer à 1353. Conséquence des attentats du 11 septembre, le nombre de personnes travaillant à VOA reste stable l’année suivante (1353). Puis il diminue passant de 1353 en 2002 à 1212 en 2003 et 1149 en 2005. En 2024, VOA emploierait plus de 2000 personnes.
|                                                                               | 1998 | 1999 | 2000         | 2001 | 2002 | 2003 | 2004 | 2005 | 2006 | 2007 | 2024  |
| ----------------------------------------------------------------------------- | ---- | ---- | ------------ | ---- | ---- | ---- | ---- | ---- | ---- | ---- | ----- |
| Nombre d'employés                                                             | 1143 | 1152 | 1106 ou 1118 | 1353 | 1353 | 1212 | 1163 | 1149 | 1173 | 1199 | 2000+ |
| Sources : rapports annuels du Broadcasting Board of Governors de 1997 à 2007. |      |      |              |      |      |      |      |      |      |      |       |

### Budget
Voice of America fonctionne grâce aux crédits alloués par le Congrès des États-Unis. En 2024, le budget s’élève à 267,5 millions de dollars, soit 249,5 millions d'euros. Le budget de VOA augmente constamment de 1998 à 2006.
De 1998 à 2001, il passe de 102,478 à 112,7 millions de dollars. Les attentats du 11 septembre 2001 incitent le gouvernement à renforcer la puissance d’action de V.O.A. qui voit son budget augmenter de 30,96 % entre 2001 et 2002. Entre 2002 et 2006, il s’est accru de 12,48 %, passant de 147,588 à 166 millions de dollars.
| | 1998    | 1999    | 2000    | 2001  | 2002    | 2003  | 2004  | 2005 | 2006 | 2007  | 2024  |
| --- | ------- | ------- | ------- | ----- | ------- | ----- | ----- | ---- | ---- | ----- | ----- |
| Montant en millions de dollars                                                                                                  | 102,478 | 106,378 | 107,412 | 112,7 | 147,588 | 146,1 | 152,2 | 158  | 166  | 172,8 | 267,5 |
| Sources : rapports annuels du Broadcasting Board of Governors de 1997 à 2007. Les montants sont exprimés en millions de dollars |         |         |         |       |         |       |       |      |      |       |       |

## Controverses

### Souveraineté nationale
Il a parfois été suggéré que le gouvernement américain violait la souveraineté nationale des pays étrangers en y diffusant des émissions.
En mars 2006, cinq journalistes éthiopiens travaillant pour Voice of America ont été arrêtés par le gouvernement éthiopien pour trahison.
En 2017, le ministère russe de la Justice classe VOA dans la liste des « agents de l'étranger ».

### Paiement pour des apparitions
VOA a payé des journalistes pour apparaitre dans ses émissions. Selon le El Nuevo Herald et le Miami Herald, cela impliquerait David Lightman, le chef du bureau de Washington de Hartford Courant, Tom DeFrank, dirigeant du bureau de Washington du New York Daily News, Helle Dale ancienne directrice de la rubrique Opinions du Washington Times, Georgie Ann Meyer, Pablo Alfonso, reporter de El Nuevo Herald, et Wilfredo Cancio.
En réponse un porte-parole du Broadcasting Board of Governors a déclaré au El Nuevo Herald que ce genre de paiements ne posait pas de conflit d’intérêt : « For decades, for many, many years, some of the most respectable journalists in the country have received payments to participate in programs of the Voice of America. »
« Durant des décennies, durant beaucoup, beaucoup d’années, certains des journalistes les plus respectés ont reçu des paiements pour participer à des programmes de Voice of America. »

### Ligne éditoriale
VOA a manifesté une forte proximité avec l’administration Trump, appuyant ses orientations en matière de politique étrangère. L'un des anciens rédacteurs en chef principaux du réseau estime en 2019 que celui-ci est devenu « un porte-parole de Trump - seulement Trump et rien que Trump. » Un autre ancien rédacteur évoque une « propagande flagrante », sans « aucune objectivité ni factualité ».

### Nomination de Michael Pack
En 2020, la nomination par le Sénat de Michael Pack, un proche de Steve Bannon, à la tête de l'agence qui chapeaute VOA crée la polémique.